# Driewegsluis
Een driewegsluis is een schutsluis met drie stel deuren. Dit soort sluizen is zeldzaam omdat daar waar drie kanaalniveaus op een punt bij elkaar komen en op die plek een sluis nodig is niet veel voorkomt.

## Driewegsluis Nijetrijne

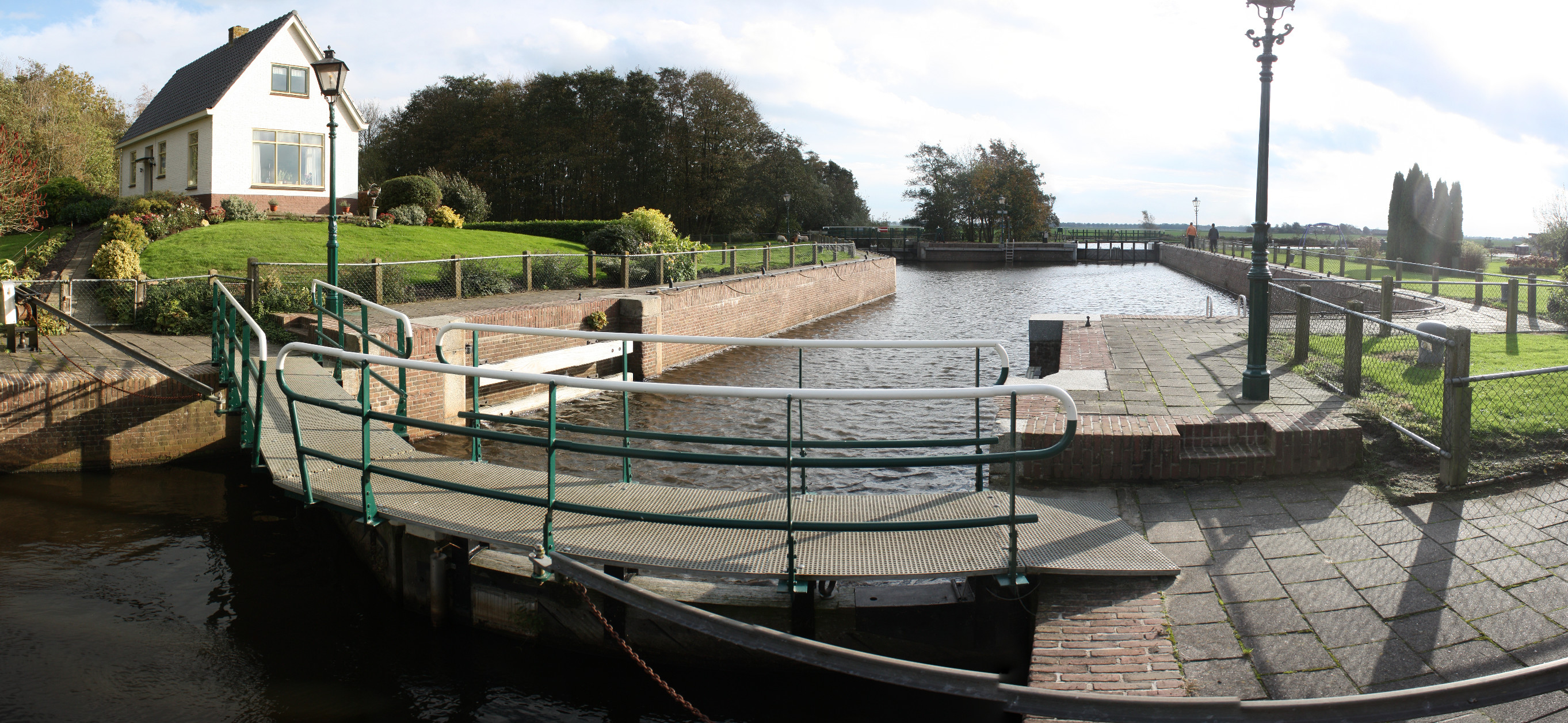
Driewegsluis met links en rechts uitgangen naar de Linde

De Driewegsluis Nijetrijne in de Linde bij de kruising met de Helomavaart bij Nijetrijne bij Wolvega, zie 52° 50′ 11″ NB, 5° 56′ 10″ OL.
Deze sluis wordt normaliter niet bediend, maar bij onderhoud van de naastgelegen Mr H.P. Linthorst Homansluis kan men door de driewegsluis varen. De Helomavaart en Boven-Linde zijn tegenwoordig met een verbindingskanaal ten oosten van de sluis met elkaar verbonden, waardoor het waterpeil bij die twee uitgangen gelijk is.

## Driewegsluis Gouda

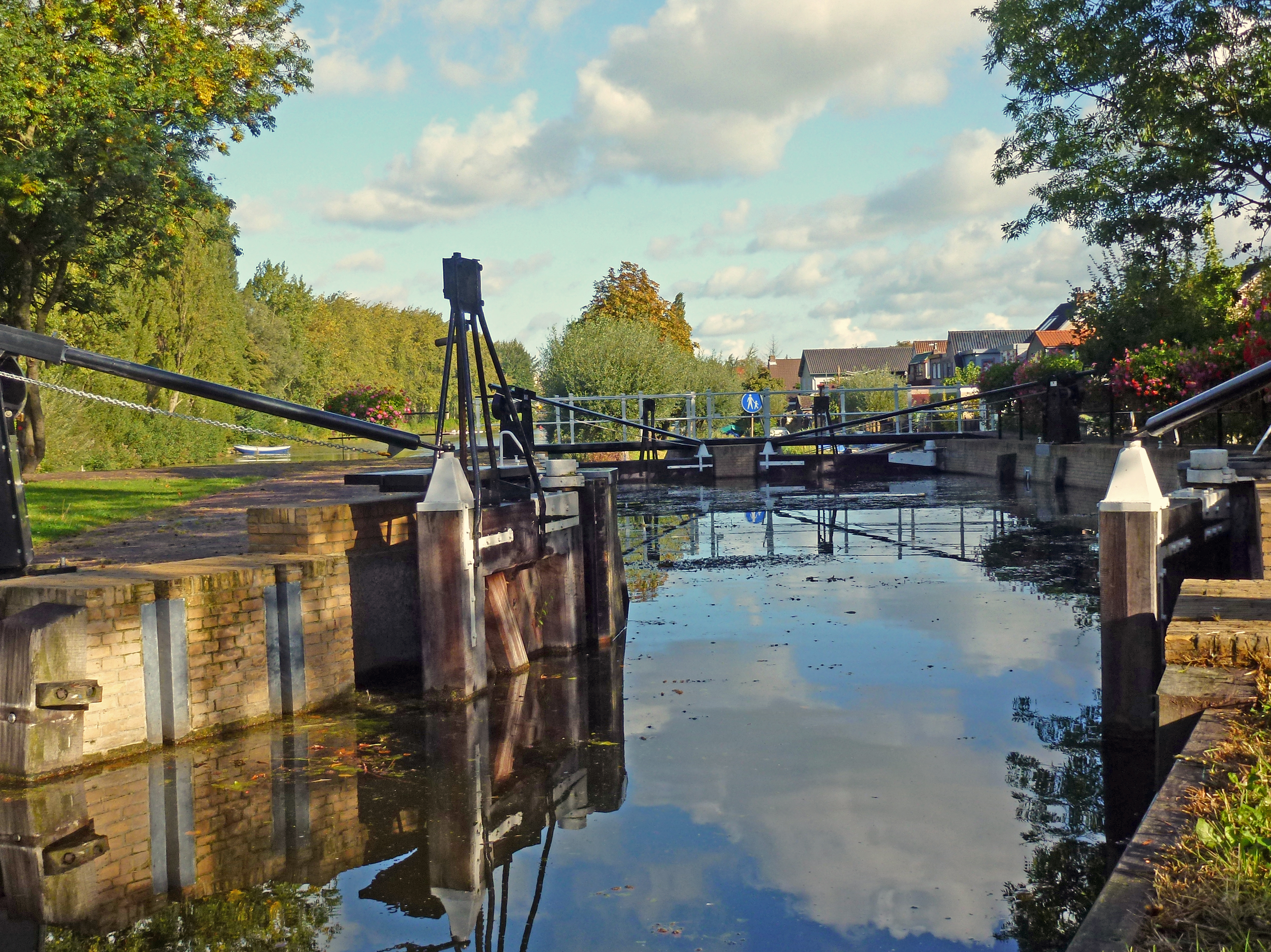
Reeuwijks of Dubbeld Verlaat

In het Reeuwijks of Dubbeld Verlaat tussen Gouda en Reeuwijk zit een driewegsluis, zie 52° 1′ 21″ NB, 4° 43′ 14″ OL.
Deze sluis stamt vermoedelijk uit 1868, maar mogelijk was er al in 1604 een overtoom. In 1972 werd een van de deuren, die naar de polder Sluipwijk, dichtgemetseld, omdat het waterpeil inmiddels gelijk was aan dat van het Reeuwijks verlaat. In 2009-2010 werd de sluis gerenoveerd en de drie deuren in ere hersteld.

## Driewegsluis Groningen

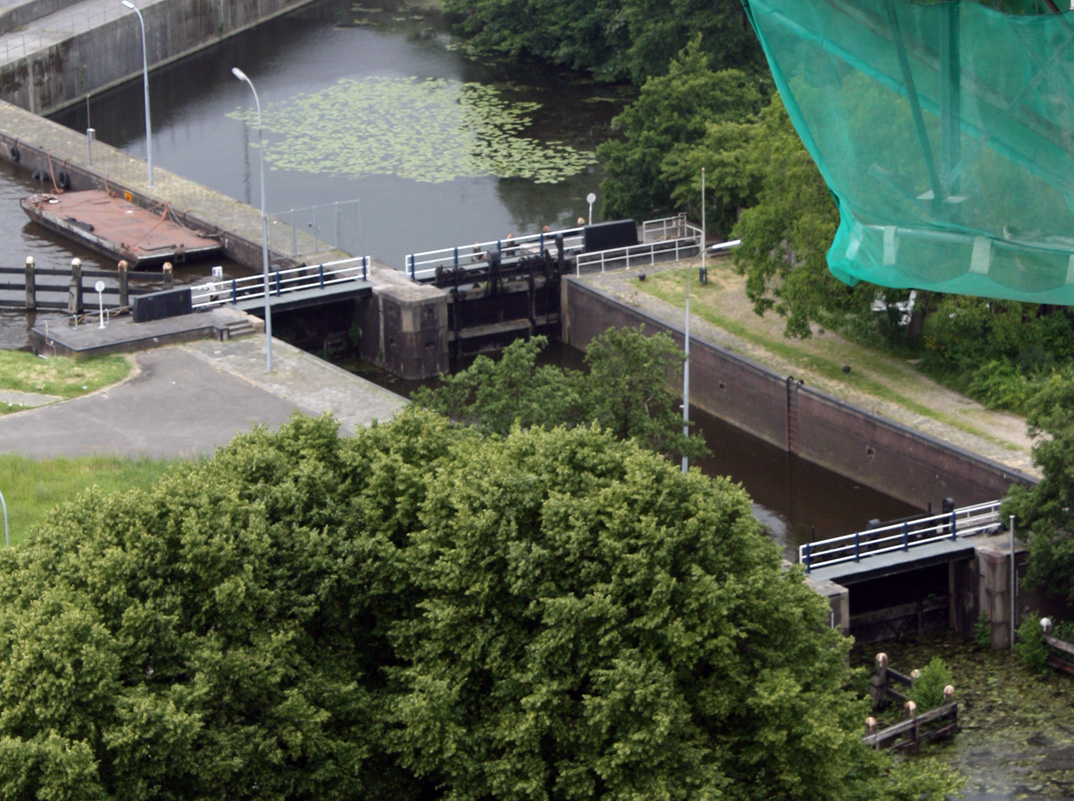
Driewegsluis met dubbel stel deuren aan één zijde
linksboven: naar het Eemskanaal
rechtsboven: naar het Van Starkenborghkanaal
onder: naar het Damsterdiep

Een driewegsluis, heel prozaïsch "De Driewegsluis" genaamd, komt voor in de stad Groningen (bij Oosterhoogebrug), waar het de verbinding vormde (de sluis is buiten gebruik) tussen het Damsterdiep, het Van Starkenborghkanaal en het Eemskanaal.
De sluis is met name gebouwd om het schutten van het Van Starkenborghkanaal naar het Damsterdiep te beperken tot eenmaal. Zou er een tweetal conventionele sluizen zijn met twee deuren, dan moest er eerst - komende van het Van Starkenborghkanaal - worden geschut naar het Eemskanaal en vandaar naar het Damsterdiep.
53° 13′ 31″ NB, 6° 35′ 47″ OL

## Andere sluizen
In Frankrijk vindt men de sluis van Agde die drie waterniveaus met elkaar verbindt. De Duitse stad Emden bezit een vierwegsluis, de Ketelsluis, waar vier verschillende niveaus samenkomen.